# James Chamanga
James Chamanga (Luanshya, 2 febbraio 1980) è un calciatore zambiano, centrocampista del Red Arrows e della nazionale zambiana.

## Palmarès

### Club

#### Competizioni nazionali
- Campionato zambiano: 1

Zanaco: 2005

### Nazionale
- Coppa d'Africa: 1

2012